# Sovjetunionens Statshymne
Sovjetunionens Statshymne, også kaldet Stalin-hymnen (russisk: Государственный гимн Советского Союза, tr. Gosudarstvennyyj Gimn Sovetskogo Sojuza; IPA: [ɡəsʊˈdarsʲtʲvʲɪnːɨj ˈɡʲimn sɐˈvʲɛtskəvə sɐˈjuzə]), blev Sovjetunionens nye nationalsang den 14. marts 1944 og erstattede dermed Internationale, der havde været nationalsang siden 1918. Teksten blev skrevet af Sergej Mikhalkov sammen med Gabriel El-Registan og melodien blev komponeret af Aleksandr Aleksandrov. Melodien har altid været den samme, efter afstaliniseringen fjernedes teksten, og først i 1977 fik melodien atter en tekst, igen skrevet af Sergej Mikhalkov. Efter Sovjetunionens opløsning i 1991 blev den erstattet som nationalsang af "Den Patriotiske Sang". I 2000 genbrugte man melodien fra Sovjetunionens Statshymne, som sammen med endnu en ny tekst af Sergej Mikhalkov, blev til "Den Russiske Føderations Statshymne", Ruslands nationalsang i dag.

## Melodi
Nationalsangens melodi komponeret af Aleksandr Aleksandrov er tidligere blevet brugt i forskellige hymner og kompositioner. Melodien blev første gang anvendt til "Bolsjevikpartiets Hymne" fra 1939. Da Komintern blev opløst i 1943 mente regeringen, at da "Internationale" historiske set havde været forbundet med Komintern, måtte man have en ny nationalmelodi. Aleksandrovs melodi blev valgt efter en konkurrence til den nye hymne af Josef Stalin i 1943. Stalin roste sangen for at indfri det som en nationalsang skulle være, selvom han kritiserede sangens orkestrering.
Som svar gav Aleksandrov skylden for problemerne til Viktor Knusjevitskij, der havde haft ansvaret for orkestrere de tilmeldte melodier i konkurrencens sidste runder. Da han skrev den bolsjevitiske partihymne, havde Aleksandrov indføjet dele fra hans sang "Det er blevet bedre at leve" (жить стало лучше), en musikalsk komedie, som han havde komponeret. Denne komedie var baseret på et slogan, som Stalin havde anvendt første gang i 1935. Over 200 forslag var blevet sendt ind, også fra bl.a. berømte russiske komponister som Dmitrij Sjostakovitj, Aram Khatjaturjan og Iona Tuskija. Sjostakovitj og Khatjarturjans fælles forslag blev senere til "Den Røde Hærs Sang", og Khatjarturjan skrev også "Hymnen til den Armenske SSR". Boris Aleksandrov, Aleksandrs søn indsendte også et forslag. Hans forslag "Længe leve vor Stat" (russisk: Да здраствует наша держава, tr. Da zdrastvujet nasja derzjava) blev en populær patriotisk sang og blev antaget som nationalsang af Transnistrien.
Under debatten om nationalsangen i 2000 bemærkede Boris Gryzlov, lederen af Partiet Enhed, at Aleksandrovs melodi havde lighed med "Bylina", en ouverture fra 1892 af Vasilij Kallinikov. Tilhængere af den sovjetiske hymne nævne også dette i de forskellige debatter i Statsdumaen om ændringen af nationalsangen, men der er ingen beviser for at Aleksandrov bevidst havde lånt stykker fra "Bylina" til sit værk.

## Tekst
Efter at have valgt Aleksandrovs melodi til den nye nationalsang, manglede Stalin at finde en ny tekst. Han mente at sangen var kort, og da Den Store Fædrelandskrig stadig var i gang, skulle den fortælle om Tysklands forestående nederlag til den Røde Hær. Digterne Sergej Mikhalkov og Gabriel El-Registan blev kaldt til Moskva af en fra Stalins stab og beordret til at omskrive teksten til Aleksandrovs melodi. De blev instrueret i at bevare versene som de var, men at finde en måde på at ændre omkvædet som beskrev "et land af Sovjetter". Da de var for svært at udtrykke konceptet om Den Store Fædrelandskrig i sangen, var den idé blevet opgivet i den version som El-Registan og Mikhalkov havde færdiggjort over natten. Efter et par mindre ændringer for at fremhæve det russiske fædreland, godkendte Stalin hymnen og havde den offentliggjort den 7. november 1943, inklusive strofen om Stalin, der havde "opfostret til troen på folket". Den reviderede hymne blev bekendtgjort til alle sovjetrepublikker den 1. januar 1944 og blev gjort officiel den 5. marts 1944.
Efter Stalins død i 1953 gennemgik den sovjetiske regering hans eftermæle. Regeringen begyndte Afstaliniseringen, som medførte bagatellisering af Stalins rolle og overførslen af hans lig fra Lenins mausoleum til Kremlmurens nekropolis. Derudover blev El-Registan og Mikhalkovs tekst til hymnen officielt fjernet af den sovjetiske regering i 1956. Hymnen blev stadig anvendt af den sovjetiske styre, men uden nogen officiel tekst. Uofficielt blev denne version kendt som "Sangen uden Ord". Mikhalkov skrev en ny tekst i 1970, men den blev ikke indleveret til Den Øverste Sovjets præsidium før den 27. maj 1977. Den nye tekst, der havde fjernet ethvert ord om Stalin, blev godkendt den 1. september, og blev gjort til officiel med offentliggørelsen af den nye sovjetiske forfatning i oktober 1977. Som forfatter til teksten fra 1977 blev Mikhalkov nævnt, mens El-Registan, der var død i 1945, af uvisse årsager ikke blev nævnt.

## 1944 original Tekst
| Russisk | Transliteration | Dansk (uofficiel) oversættelse |
| --- | --- | --- |
| Союз нерушимый республик свободных Сплотила навеки Великая Русь. Да здравствует созданный волей народов Единый, могучий Советский Союз! Припев: Славься, Отечество наше свободное, Дружбы народов надёжный оплот! Знамя советское, знамя народное Пусть от победы к победе ведёт! Сквозь грозы сияло нам солнце свободы, И Ленин великий нам путь озарил; Нас вырастил Сталин — на верность народу, На труд и на подвиги нас вдохновил! Припев: Славься, Отечество наше свободное, Счастья народов надёжный оплот! Знамя советское, знамя народное Пусть от победы к победе ведёт! Мы армию нашу растили в сраженьях. Захватчиков подлых с дороги сметём! Мы в битвах решаем судьбу поколений, Мы к славе Отчизну свою поведём! Припев: Славься, Отечество наше свободное, Славы народов надёжный оплот! Знамя советское, знамя народное Пусть от победы к победе ведёт! | Sojuz nerusjimyh respublik svobodnykh Splotila naveki Velikaja Rus' Da zdravstvujet sozdannyj volej narodov Jedinyj, mogutjij Sovetskij Sojuz! Припев: Slav'sja, Otetjestvo nasje svobodnoje, Druzjby narodov nadjozjnyj oplot! Znamja sovjetskoje, znamja narodnoe Pust' ot pobedy k pobede vedjot! Skvoz' grozy sijalo nam solntse svobody, I Lenin velikij nam put' ozaril; Nas vyrastil Stalin - na vernost narody, Na trud i na podvigi nas vdokhnovil! Припев: Slav'sja, Otetjestvo nasje svobodnoje, Stjast'ja narodov nadjozjnyj oplot! Znamja sovjetskoje, znamja narodnoe Pust' ot pobedy k pobede vedjot! My armiju nasju rastili v srazjen'jakh. Zakhvattjikov podlykh s dorogi smetjom! My v bitvakh resjajem sud'bu pokolenij, My k slavje Ottjiznu svoju povedjom! Припев: Slav'sja, Otetjestvo nasje svobodnoje, Slavy narodov nadjozjnyj oplot! Znamja sovjetskoje, znamja narodnoe Pust' ot pobedy k pobede vedjot! | En union af ubrydelige frie republikker Har Det Store Rus’ for evigt knyttet sammen! Længe leve den af folkenes vilje skabte Forenede, mægtige Sovjetunion! Omkvæd: Æret være, vort frie Fædreland, Et sikkert værn for folkenes venskab! Den sovjetiske fane, folkenes fane Må den føre fra sejr til sejr! Gennem uvejr vil frihedens sol skinne på os, Og Lenin oplyste den store vejen for os: Vi blev opfostret af Stalin - til troen mod folket Til arbejde og til dåd inspirerede han os! Omkvæd: Æret være, vort frie Fædreland, Et sikkert værn for folkenes lykke! Den sovjetiske fane, folkenes fane Må den føre fra sejr til sejr! Vi fostrede vor hær i slag De usle erobrere vil vi feje af vejen! Vi vil i slag bestemme skæbnen for generationer, Vil føre vores Fædreland til ære! Omkvæd: Æret være, vort frie Fædreland, Et sikkert værn for folkenes ære! Den sovjetiske fane, folkenes fane Må den føre fra sejr til sejr! |

(Forskellene mellem 1944 og 1977 teksterne er fremhævet)

## 1977 ny tekst
| Russisk | Transliteration | Dansk (uofficiel) oversættelse |
| --- | --- | --- |
| Союз нерушимый республик свободных Сплотила навеки Великая Русь. Да здравствует созданный волей народов Единый, могучий Советский Союз! Припев: Славься, Отечество наше свободное, Дружбы народов надёжный оплот! Партия Ленина — сила народная Нас к торжеству коммунизма ведёт! Сквозь грозы сияло нам солнце свободы, И Ленин великий нам путь озарил: На правое дело он поднял народы, На труд и на подвиги нас вдохновил! Припев: Славься, Отечество наше свободное, Дружбы народов надёжный оплот! Партия Ленина — сила народная Нас к торжеству коммунизма ведёт! В победе бессмертных идей коммунизма Мы видим грядущее нашей страны, И Красному знамени славной Отчизны Мы будем всегда беззаветно верны! Припев: Славься, Отечество наше свободное, Дружбы народов надёжный оплот! Партия Ленина — сила народная Нас к торжеству коммунизма ведёт! | Sojuz nerusjimyh respublik svobodnykh Splotila naveki Velikaja Rus'. Da zdravstvujet sozdannyj volej narodov Jedinyj, mogutjij Sovetskij Sojuz! Припев: Slav'sja, Otetjestvo nasje svobodnoje, Druzjby narodov nadjozjnyj oplot! Partija Lenina - sila narodnaja Nas k torzjestvu kommunizma! vedjot! Skvoz' grozy sijalo nam solntse svobody, I Lenin velikij nam put' ozaril: Na pravoje delo on podnjal narody, Na trud i na podvigi nas vdokhnovil! Припев: Slav'sja, Otetjestvo nasje svobodnoje, Druzjby narodov nadjozjnyj oplot! Partija Lenina - sila narodnaja Nas k torzjestvu kommunizma! vedjot! V pobede bessmertnykh idej kommunizma My vidim grjadusjtjeje nasjej strany, I krasnomu zmameni slavnoj ottjizny, My budem vsegda bezzavetno verny! Припев: Slav'sja, Otetjestvo nasje svobodnoje, Druzjby narodov nadjozjnyj oplot! Partija Lenina - sila narodnaja Nas k torzjestvu kommunizma! vedjot! | En union af ubrydelige frie republikker Har Det Store Rus’ for evigt knyttet sammen. Længe leve den af folkenes vilje skabte Forenede, mægtige Sovjetunion! Omkvæd: Æret være, vort frie Fædreland, Et sikkert værn for folkenes venskab! Lenins parti - folkets styrke Vil føre os til kommunismens triumf! Gennem uvejr vil frihedens sol skinne på os, Og Lenin oplyste den store vej for os: For den rigtige sag rejste han folkene, Til arbejde og til dåd inspirerede han os! Omkvæd: Æret være, vort frie Fædreland, Et sikkert værn for folkenes venskab! Lenins parti - folkets styrke Vil føre os til kommunismens triumf! I sejren for kommunismens udødelige ideer Ser vi vort lands fremtid, Og mod vort gloværdige fædrelands røde fane, Vil vi altid være usselviske tro! Omkvæd: Æret være, vort frie Fædreland, Et sikkert værn for folkenes venskab! Lenins parti - folkets styrke Vil føre os til kommunismens triumf! |

(Forskellene mellem 1944 og 1977 teksterne er fremhævet)